# 第21回全国中等学校蹴球選手権大会
第21回全国中等学校蹴球選手権大会（だい21かいぜんこくちゅうとうがっこうしゅうきゅうせんしゅけんたいかい）は、大阪毎日新聞主催により1940年1月に南甲子園運動場で開催された全国中等学校蹴球選手権大会である。

## 参加チーム
- 札幌師範(北海道・初出場)
- 東北学院中(宮城・2年連続2回目)
- 埼玉師範(埼玉・4年連続7回目)
- 青山師範(東京・6年ぶり6回目)
- 湘南中(神奈川・2年ぶり2回目)
- 富山師範(富山・5年連続12回目)
- 愛知商(愛知・2年連続2回目)
- 聖峯中(京都・初出場)
- 明星商(大阪・3年連続13回目)
- 神戸一中(兵庫・3年連続14回目)
- 広島一中(広島・5年連続11回目)
- 高松中(香川・3年ぶり2回目)
- 瓊浦中(長崎・初出場)
- 熊本商(熊本・初出場)
- 培材中(朝鮮・初出場)
- 台北一中(台湾・初出場)

## 試合結果

### 1回戦
- 広島一中 7 - 0 富山師範
- 台北一中 3 - 0 東北学院中
- 神戸一中 2 - 1 愛知商（延長）
- 札幌師範 9 - 0 熊本商
- 湘南中 5 - 0 高松中
- 聖峰中 5 - 0 瓊浦中
- 埼玉師範 4 - 3 明星商
- 青山師範 (棄権) 培材中

### 準々決勝
- 広島一中 7 - 0 台北一中
- 札幌師範 3 - 2 神戸一中
- 湘南中 4 - 2 青山師範
- 聖峰中 3 - 1 埼玉師範

### 準決勝
- 広島一中 3 - 1 札幌師範（延長）
- 聖峰中 2 - 2 湘南中（延長・抽選）

### 決勝
- 広島一中 3 – 0 聖峰中